# رونالد دبليو. شيفر
رونالد دبليو. شيفر (بالإنجليزية: Ronald W. Schafer) هو عالم حاسوب ومهندس أمريكي، ولد في 17 فبراير 1938 في تيكومسيه في الولايات المتحدة.